# The Ultimate Fighter: United States vs. United Kingdom Finale
The Ultimate Fighter: United States vs. United Kingdom Finale (noto anche come The Ultimate Fighter 9 Finale) era un evento di arti marziali miste organizzato dall'Ultimate Fighting Championship (UFC) il 20 giugno 2009. In primo piano c'erano le finali di The Ultimate Fighter: United States vs. United Kingdom nelle divisioni Pesi leggeri e Pesi Welter, nonché un evento principale tra Diego Sanchez e Clay Guida.

## Retroscena
Un incontro di pesi leggeri precedentemente annunciato tra Thiago Tavares e Melvin Guillard non è stato possibile per un infortunio al gomito riportato da Tavares. Gleison Tibau è subentrato al posto di Tavares.
Eric Schafer avrebbe dovuto originariamente affrontare Tomasz Drwal a questo evento, ma si è infortunato ad una costola ed è stato sostituito da Mike Ciesnolevicz.
Un incontro tra Anthony Johnson e Matt Brown è stato annullato a causa di un infortunio al ginocchio subito da Johnson. Doveva essere nominato un sostituto, tuttavia, a causa di fastidiosi infortuni, Brown non ha combattuto sulla carta.
Questa è stata la prima volta nella storia dell'organizzazione, l'UFC ha distribuito tre bonus Fight of the Night. Un'altra novità assoluta per l'UFC è arrivata sotto forma di Kim Winslow, la prima donna arbitro ad arbitrare un combattimento nell'organizzazione.
Questo è stato il primo evento UFC a presentare cinque vincitori di Ultimate Fighter sulla scheda completa, inclusi i campioni della stagione 9 Ross Pearson e James Wilks e i campioni della stagione precedente Diego Sanchez, Joe Stevenson e Nate Diaz. Solo UFC 114, l'anno successivo ha avuto lo stesso numero di vincitori TUF da allora.

## Risultati
|                                                                          | Divisione            |                 |                 |                   | Metodo                                  | Round           | Tempo           | Premio          |
| Card principale                                                          | Card principale      | Card principale | Card principale | Card principale   | Card principale                         | Card principale | Card principale | Card principale |
| ------------------------------------------------------------------------ | -------------------- | --------------- | --------------- | ----------------- | --------------------------------------- | --------------- | --------------- | --------------- |
|                                                                          | Pesi Leggeri         | Diego Sanchez   | batte           | Clay Guida        | Decisione divisa (28-29, 29-27, 29-28)  | 3               | 5:00            | FOTN            |
| Finale del torneo The Ultimate Fighter: United States vs. United Kingdom | Pesi Welter          | James Wilks     | batte           | DaMarques Johnson | Sottomissione (rear-naked choke)        | 1               | 4:54            |                 |
| Finale del torneo The Ultimate Fighter: United States vs. United Kingdom | Pesi Leggeri         | Ross Pearson    | batte           | Andre Winner      | Decisione unanime (29-28, 29-28, 29-28) | 3               | 5:00            |                 |
|                                                                          | Pesi Welter          | Chris Lytle     | batte           | Kevin Burns       | Decisione unanime (29-28, 29-28, 29-28) | 3               | 5:00            | FOTN            |
|                                                                          | Pesi Leggeri         | Joe Stevenson   | batte           | Nate Diaz         | Decisione unanime (29-28, 29-28, 29-28) | 3               | 5:00            | FOTN            |
| Card preliminare                                                         |                      |                 |                 |                   |                                         |                 |                 |                 |
|                                                                          | Pesi Leggeri         | Melvin Guillard | batte           | Gleison Tibau     | Decisione divisa (29-28, 28-29, 29-28)  | 3               | 5:00            |                 |
|                                                                          | Pesi Welter          | Brad Blackburn  | batte           | Edgar García      | Decisione divisa (28-29, 29-28, 29-28)  | 3               | 5:00            |                 |
|                                                                          | Catchweight (208lbs) | Tomasz Drwal    | batte           | Mike Ciesnolevicz | KO Tecnico (ginocchiate e pugni)        | 1               | 4:48            | KOTN            |
|                                                                          | Pesi Welter          | Nick Osipczak   | batte           | Frank Lester      | Sottomissione (rear-naked choke)        | 1               | 3:40            |                 |
|                                                                          | Pesi Leggeri         | Jason Dent      | batte           | Cameron Dollar    | Sottomissione (anaconda choke)          | 1               | 4:46            | SOTN            |

## Premi
- FOTN: Fight of the Night (vengono premiati entrambi gli atleti per il miglior incontro dell'evento)
- SOTN: Submission of the Night (viene premiato il vincitore per la migliore sottomissione dell'evento)
- KOTN: Knockout of the Night (viene premiato il vincitore per il miglior knockout dell'evento)